# Couvent des Carmes Déchaux Saint-Joseph

Le couvent des Carmes Déchaux Saint-Joseph, situé à Perpignan dans le département des Pyrénées-Orientales, est fondé le 8 avril 1589 sur le flanc de la colline du « Puig Sant Jaume », entre la rue Rabelais, la rue et la place Saint-Joseph. Le couvent est supprimé en 1791.

## Historique
Pourvu d'une église, d'un cloître et de bâtiments annexes, le couvent entame un long déclin au XVIIIe siècle. En 1799 il est vendu comme Bien National et divisé en plusieurs lots. Il est coupé en deux la même année par le percement de la rue Saint-Joseph. En 1829, le département achète une partie du couvent pour établir un "dépôt d'étalons baudets". Au milieu du XIXe siècle une clinique est établie dans la partie correspondant à l'ancien cloître. La ville de Perpignan rachète les locaux du département en 1853. Aujourd'hui une partie des bâtiments restants est occupée par une copropriété,.   